# Perdiz-ruiva
Perdiz-ruiva (Galloperdix spadicea) é uma espécie da família Phasianidae e é endêmica da Índia. Habita florestas e é bastante reservada, apesar de seu tamanho. Possui um chamado característico e é difícil de ser avistada, exceto por breves segundos quando levanta voo do sub-bosque. Tem aparência avermelhada e lembra uma perdiz de cauda longa. A pele nua ao redor dos olhos é vermelha, e as pernas de machos e fêmeas possuem um ou dois esporões.

## Taxonomia
A perdiz-ruiva foi formalmente descrita em 1789 pelo naturalista alemão Johann Friedrich Gmelin em sua edição revisada e ampliada do Systema Naturae de Lineu. Ele a classificou junto com aves semelhantes no gênero Tetrao [en] e criou o nome binomial Tetrao spadiceus. Gmelin baseou sua descrição em "La perdrix rouge de Madagascar" de Pierre Sonnerat. Ele indicou a localidade-tipo como Madagascar, o que é um erro, pois a espécie é encontrada na Índia. Atualmente, a perdiz-ruiva é classificada com a perdiz-pintada e a perdiz do Sri Lanka no gênero Galloperdix [en], introduzido em 1845 pelo zoólogo inglês Edward Blyth. O nome do gênero combina as palavras latinas gallus, que significa "galo de quintal", e perdix, que significa "perdiz". O epíteto específico spadicea vem do latim spadix, spadicis, significando "castanho" ou "cor de tâmara".
Três subespécies são reconhecidas:
- G. s. spadicea (Gmelin, JF, 1789) – oeste do Nepal e norte e centro da Índia
- G. s. caurina Blanford, 1898 – Cordilheira Aravalli [en] do sul de Rajastão (oeste da Índia)
- G. s. stewarti Baker, ECS, 1919 – centro e sul de Querala (sul da Índia)

Na coloração, as fêmeas exibem variação clinal, tornando-se mais escuras em direção ao sul de sua distribuição. O nome em marata, registrado como Kokee-tree, provavelmente tem origem onomatopeica.

## Descrição

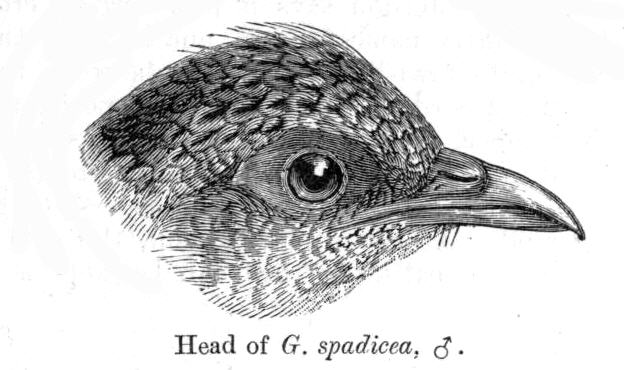

De coloração geral marrom-avermelhada, esta ave grande, semelhante a uma perdiz, tem cauda relativamente longa. As partes superiores são marrons com barras escuras, enquanto a face e o pescoço são mais acinzentados no macho. A parte inferior é ruiva com marcações escuras, e ambos os sexos possuem uma área de pele facial vermelha e pernas vermelhas com um ou dois esporões (raramente três ou quatro, enquanto as fêmeas podem não ter nenhum). Os filhotes emplumados têm cabeça marrom-canela sem marcas, uma faixa marrom-escura ao longo do dorso, delimitada por listras cremes com bordas finas de marrom-escuro. O macho da subespécie distinta de Querala, G. s. stewarti, apresenta plumagem totalmente castanha, incluindo as penas da cabeça. Ambos os sexos têm penas longas no píleo que podem ser erguidas em forma de crista.

## Distribuição e habitat
A espécie é encontrada em matagais, florestas decíduas secas e úmidas, frequentemente em áreas montanhosas. Ocorre ao sul do Ganges por toda a Índia. Prefere locais com bom sub-bosque, incluindo aqueles formados pela planta invasora Lantana.

## Comportamento e ecologia
A perdiz-ruiva geralmente forrageia em pequenos grupos de três a cinco indivíduos. Ao caminhar, às vezes mantém a cauda erguida verticalmente, como galinhas domésticas. É silenciosa durante o dia, mas emite chamados nas manhãs e noites. Alimenta-se de sementes caídas, frutos silvestres, moluscos e insetos, além de engolir pequenas pedras para auxiliar na digestão. Quando assustada, geralmente voa por uma curta distância e permanece em territórios bem definidos ao longo do ano. Pernoita em árvores.
Os chamados incluem um distinto ker-wick...kerwick... e notas ásperas como karr...karrr.... O nome em marata, Kokatri, tem origem onomatopeica.
A temporada de reprodução ocorre de janeiro a junho, principalmente antes das chuvas. É uma ave que nidifica no solo, pondo de 3 a 5 ovos em uma depressão rasa. Os machos são monogâmicos, o que geralmente indica maior investimento nos cuidados parentais, mas não incubam. Observou-se machos distraindo predadores quando fêmeas com filhotes estão por perto.
O nematoide amplamente distribuído Heterakis gallinae foi registrado na espécie em cativeiro, enquanto carrapatos da família Ixodidae foram notados em estado selvagem. Uma espécie de helminto, Lerouxinema lerouxi, foi descrita tendo a perdiz-ruiva como hospedeiro-tipo. Fungos queratinofílicos, como Ctenomyces serratus [en], também foram registrados na espécie.